# De amor se muere
De amor se muere, es una película italiana dirigida en 1972 por Carlo Carunchio
Se trata de una de las numerosas películas que surgen luego del éxito de Love Story (1970).
El papel de Silvana Mangano es desempeñado con maestría consiguiendo una visión idealizada por parte de los jóvenes. En el film, destaca la presencia de Milva, una figura destacada del pop que fue la respuesta de Italia a Barbra Streisand y a Dusty Springfield.

## Sinopsis
Renato (Lino Capolicchio) es un joven lleno de ilusiones y un gran fan de Maria Callas, cuyos carteles adornan su habitación. Pero su gran obsesión es Elena (Silvana Mangano), rica mujer de negocios, separada de su marido, mujer madura, desengañada y de espíritu libre.
Incapaz de hacerse cargo de su propio estado emocional, Elena abandona a Renato y este, atormentado se suicida.
En casa de Renato se reúnen y permanecen largo tiempo, chicos y chicas jóvenes: la pareja Enzo-Leila (él es un antiguo actor de films porno, ella, una cantante sin éxito), Eddy y Tea (apasionada ella, cínico él que quiere casarse porque la ha dejado embarazada, pero luego Tea aborta, y se convierte en la compañera de Enzo en un nuevo film porno). En esos encuentros hablan, se aventuran en largos diálogos sobre la naturaleza, sobre las modas, y sobre el carácter provisional del amor. 
Esta es una historia de amor contada en flashback en su mayor parte. El eje de la historia es Elena Davison, que recuerda las etapas de las relaciones con Renato, y la conversación con Eddy intentando comprender los motivos que han empujado a Renato al suicidio. Ella está destrozada al sentirse responsable de la tragedia.